# Province de Morropón
La province de Morropón (en espagnol : Provincia de Morropón) est l'une des huit  provinces de la région de Piura, au nord-ouest du Pérou. Son chef-lieu est la ville de Chulucanas.

## Géographie
La province couvre une superficie de 3 817,92 km2. Elle est limitée au nord par la province d'Ayabaca, à l'est par la province de Huancabamba, au sud par la région de Lambayeque et à l'ouest par la province de Piura.

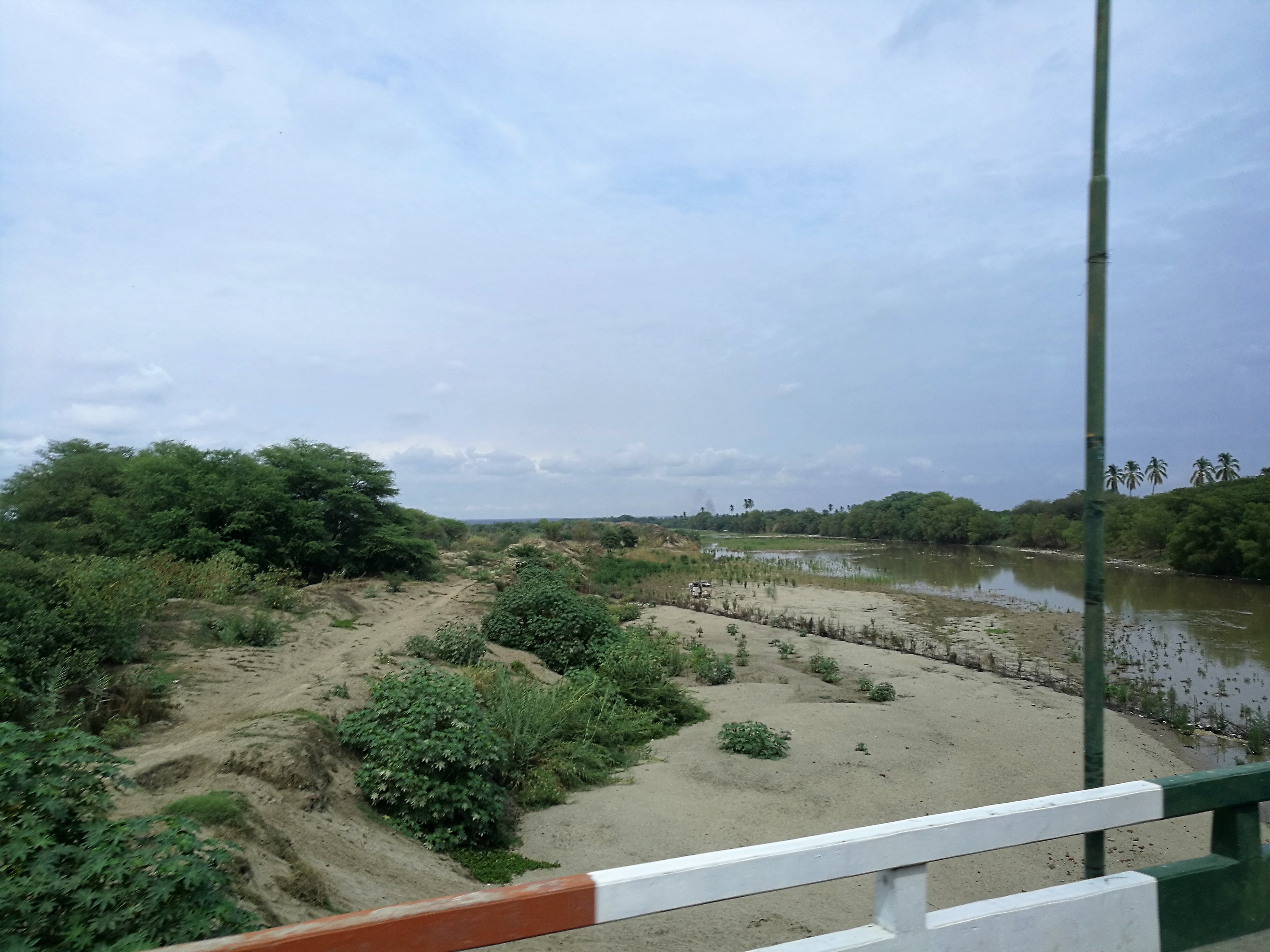
Riu Piura de l'autoroute 108 de Camí à Chulucanas

## Population
La province comptait 163 181 habitants en 2005.

## Subdivisions
La province de Morropón est divisée en dix districts :
- Buenos Aires
- Chalaco
- Chulucanas
- La Matanza
- Morropón
- Salitral
- San Juan de Bigote
- Santa Catalina de Mossa
- Santo Domingo
- Yamango